# Open Content Alliance
L'Open Content Alliance (OCA) è un consorzio di organizzazioni che ha come obiettivo la realizzazione permanente di un archivio pubblico di testi digitalizzati. La sua creazione è stata annunciata da Yahoo!, da Internet Archive, dall'University of California, dall'University of Toronto e da altre istituzioni..
L'Open Content Alliance fu fondata nell'Ottobre 2005 da un consorzio di istituzioni accademiche, come alternativa aperta al progetto di Google Books. 
L'OCA era basata su un partenariato fra imprese private e le biblioteche, coordinati dall'Internet Archive. 
Le biblioteche mettevano a disposizione le copie da digitalizzare, mentre Internet Archive ovvero gli sponsor privati finanziavano la digitalizzazione.

## Operatività
Il flusso logistico e l'organizzazione operativa furono molto simili a quelle implementate per il progetto Google Libri. Le singole biblioteche preparavano un piano di digitalizzazione che, fra le altre informazioni, conteneva la lista delle opere da digitalizzare nell'ambito del progetto. Formalizzato con le biblioteche un contratto in qualità di fornitore esterno, l'OCA procurava le attrezzature e le risorse umane necessarie all'interno dei propri siti operativi, distinti dalle biblioteche. Il personale delle biblioteche inviava il materiale nei siti di OCA, che provvedeva a restituirli alla biblioteche dopo la loro digitalizzazione

Al personale non selezionato da OCA non era in alcun modo permesso di eseguire attività con i mezzi di digitalizzazione, ma, diversamente da Google, OCa consentiva le ispezioni nei propri siti operativi.
Dopo un'indagine iniziale delle tecnologie di digitalizzazione automatizzate reperibili sul mercato, OCA preferì la scansione manuale, sviluppando un proprio sistema di scansione chiamato Scribe. Le singole unità condividevano:
- una macchina utensile di copiatura, linea APT BookScan della ditta Kirtas Technologies, fornitore globale di soluzioni tecnologiche per le biblioteche, incluse quelle pubbliche, universitarie e i centri di ricerca (scansione, Riconoscimento ottico dei caratteri OCR, gestione dei metadati, digitalizzazione massìva di documenti)
- la medesima videocamera Canon EOS–1Ds Mark II.

Per ogni pagina, l'operatore del sistema Scribe aveva il compito di rilasciare un pedale che faceva abbassare una lastra di vetro a forma di V sul libro, in modo tale da tenere ferme le pagine durante la digitalizzazione. Le singole immagini erano sottoposte ad un controllo visivo di qualità, e se del caso aggiustate manualmente. La media era di 350 pagine digitalizzate per operatore/ora, vale a dire una pagina ogni 10 secondi.
Le immagini digitalizzate a colori erano scaricate su un computer tramite collegamento USB, e quindi trasmesse in formato .jpg ad un server centrale di OCA, per le successive fasi del processamento.

## Partecipanti
I partecipanti al consorzio sono:
- Adobe Incorporated
- Boston Library Consortium
- The Bancroft Library
- The British Library
- Columbia University Libraries
- Emory University Library
- European Archive
- Getty Research Institute
- HP Labs
- Indiana University Libraries
- Internet Archive
- Johns Hopkins University Libraries
- McMaster University
- Memorial University of Newfoundland
- Missouri Botanical Garden
- MSN
- The National Archives
- Natural History Museum, London
- National Library of Australia
- O'Reilly Media
- Perseus Digital Library, Tufts University
- Prelinger Library and Prelinger Archives
- Research Libraries Group
- Rice Libraries
- San Francisco Public Library
- Simon Fraser University Library
- Smithsonian Institution Libraries
- Universidad Francisco Marroquin, Guatemala
- University of Alberta Libraries
- University of British Columbia Library
- University of California Libraries
- University of Chicago
- University of Georgia
- University of Illinois at Urbana-Champaign
- University of North Carolina at Chapel Hill Library
- University of Ottawa Libraries
- University of Pittsburgh
- University of Texas
- University of Toronto
- University of Virginia Library
- Washington University
- William and Flora Hewitt Foundation
- Xerox Corporation
- Yahoo!
- York University Library

Il progetto Biodiversity Heritage Library, è composto da:
- American Museum of Natural History
- Harvard University Botany Libraries
- Harvard University, Ernst Mayr Library of the Museum of Comparative Zoology
- Missouri Botanical Garden
- Natural History Museum, London
- The New York Botanical Garden
- Royal Botanic Gardens, Kew
- Smithsonian Institution Libraries